# Mefalsim
Mefalsim (en hebreo: מפלסים‎) es un kibutz en el suroeste de Israel, cerca de la frontera con la Franja de Gaza. Es dependiente del Concejo Regional Shaar HaNéguev. En 2021 tenía una población de 1 037 habitantes.

## Historia
Mefalsim fue fundado en 1949 por miembros del movimiento juvenil sionista Habonim Dror, la mayoría de ellos eran nuevos inmigrantes "olim jadashim" procedentes de Argentina y Uruguay.
El kibutz recibió el nombre de "Mefalsim" en honor a los inmigrantes de América Latina que allanaron el camino para que otros judíos hicieran Aliá y retornasen a Eretz Israel.
En 1966, el embajador de Argentina en Israel pidió al coro del kibutz que interpretara música folclórica argentina en la inauguración de la Casa Argentina en Jerusalén. Esto dio lugar a la creación del Conjunto Mefalsim, una banda que interpretaba música argentina y latinoamericana y que aparecía en la radio y la televisión. La banda también grabó varios álbumes. En 2005, tras la retirada unilateral israelí de la Franja de Gaza, el kibutz absorbió a algunas de las familias desalojadas. Desde 2001, el kibutz ha sido alcanzado por decenas de cohetes lanzados desde la Franja de Gaza, y algunos edificios han sido destruidos, incluido el jardín de infancia en 2012. En 2018, la aldea fue la primera localidad incendiada por un globo incendiario. En la mañana del sábado 7 de octubre de 2023, el kibutz Mefalsim fue atacado por militantes de Hamás, que procedieron a matar a varios civiles en la aldea.

## Economía
En 2017, el kibutz tenía 430 acres de plantaciones de cítricos y almendros. Uniéndose a otros agricultores de la región, los fruticultores de Mefalsim pidieron al ministro de Defensa israelí, el judío Avigdor Lieberman, que concediera permisos de entrada a cientos de gazatíes para trabajar en sus huertos. Mefalsim-Kfar Aza es una cooperativa agrícola que cultiva hortalizas de raíz alimenticia como patatas y zanahorias en una superficie de 14 000 dunams (aproximadamente 3 500 acres).
En 2022, el Grupo Shibboleth adquirió una superficie de 22 dunams de terreno para establecer un centro logístico para empresas industriales.

## Lugares de interés
En las afueras del kibutz se encuentra un monumento memorial conmemorativo, dedicado en honor a las Fuerzas de Defensa de Israel que llevaron a cabo la operación de represalia Flecha Negra.

## Arqueología
En 2017, la Autoridad de Antigüedades de Israel llevó a cabo una excavación de salvamento en Tel 'Irit, al suroeste del kibutz. Tel 'Irit era el emplazamiento de un taller de cerámica datado a finales del periodo bizantino (finales del siglo VI-principios del s. VII).